# جرد الغابات
جرد الغابات هو جمع منهجي للبيانات والمعلومات الحرجية من أجل التقييم والتحليل. يُعتبر تقدير القيمة والاستخدامات المحتملة للأخشاب جزءاً مهماً من المعلومات الواسعة النطاق المطلوبة لاستدامة الأنظمة البيئية. عند القيام بجرد للغابات فإنه من المهم ملاحظة وقياس الأشياء التالية: الأنواع وقطر علو الصدر والارتفاع ونوعية الموقع والعمر والعيوب. يتمكن المرء من خلال البيانات المجموعة من حساب عدد الأشجار في الفدّان والمساحة القاعدية وحجم الأشجار في منطقة ما وقيمة الأخشاب. يمكن إجراء عمليات الجرد لأسباب أخرى مختلفة عن مجرد حساب القيمة. يمكن التجول من الغابة من أجل إجراء تقييم مرئي للأخشاب وتحديد مخاطر الحرائق المحتملة وخطر الحريق.
يمكن استخدام نتائج هذا النوع من الجرد في الإجراءات الوقائية والتوعوية أيضاً. يمكن إجراء عمليات مسح في الحياة البرية بالتزامن مع جرد الغابات من أجل تحديد عدد ونوع الحياة البرية داخل الغابة. الهدف من جرد الغابات الإحصائي هو توفير معلومات شاملة عن حالة وديناميكيات الغابة من أجل التخطيط الإستراتيجي وإدارة الغابات. يسمى مجرد النظر إلى الغابة من أجل التقييم بفرض الضرائب.

## التاريخ
بدأ إجراء عمليات المسح والجرد للأشجار في أوروبا في نهايات القرن الثامن عشر بسبب الخوف من أن تَنفَذ الأخشاب «المصدر الرئيسي للوقود». نُظمت المعلومات الأولية في خرائط استُخدمت من أجل التخطيط للاستخدام. قدّرت حصّادات الغابات في بدايات القرن التاسع عشر بأعينهم حجم وانتشار الأشجار داخل الغابات الصغيرة. قُسمت الغابات الأكبر والأكثر تنوّعاً إلى أجزاء صغيرة مؤلفة من أشجار من النوع نفسه إذ قُدّرت كل منها على حدة من خلال الفحص البصري. تم ربط هذه التقديرات مع بعضها لمعرفة موارد الغابات المتوفّرة بأكملها. تطوّرت تقنيات القياس مع تقدّم القرن التاسع عشر. اكتُشفت علاقات جديدة بين القطر والارتفاع والحجم وتم استغلالها.
سمحت هذه العلاقات الجديدة المُكتشفة بتقديرات أكثر دقّة لأنواع الأخشاب وأثمرت عن غابات أكبر بكثير. بحلول عام 1891 أُجريت عمليات المسح هذه عبر طرق مستندة إلى عينات تتضمّن معدلات إحصائية وتنفيذ أدوات قياس أكثر تطوراً. أصبحت الطريقة الإحصائية لأخذ العينات في القرن العشرين مترسخة جيداً وشائعة الاستخدام. نشأت تطورات أخرى مثل أخذ العينات غير المتكافئ الاحتمالية. مع تقدم القرن العشرين أصبح فهم معاملات حدوث الخطأ أكثر وضوحاً إذ صقلت التقنيات الجديدة لأجهزة الحواسيب إلى جانب التصوير الجوي والتصوير عن طريق الأقمار الصناعية هذه العملية. يُستخدم المسح الضوئي بالليزر في كل من المسح الأرضي والجوي إلى جانب عدّة أدوات يدوية. بالنتيجة فإن ضبط أخذ العينات وتقدير القيم أصبح أكثر دقة وسمح للممارسات الحديثة بالظهور.
لا يُسجِّل مسح الغابات ارتفاع الاشجار وقطر علوّ الصدر وعدد حسابات الأشجار المثمرة فحسب بل يسجل أيضاً أحوال الغابة التي يمكن أن تشمل (مثلاً) العوامل الجيولوجية وجوّ الموقع وصحّة الأشجار وعوامل صحّة الغابات الأخرى.

## مسير الغابة

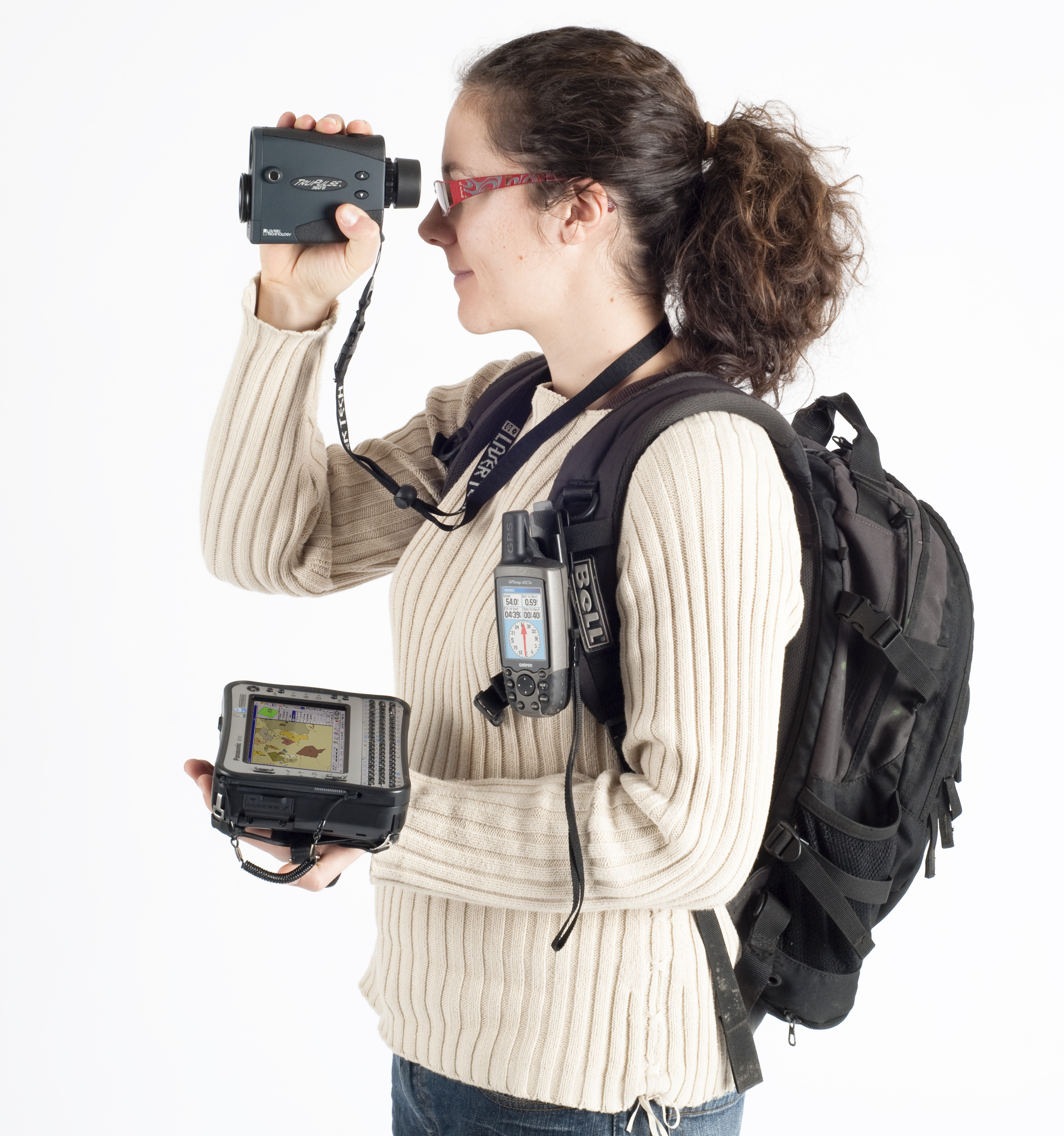
مثال عن المعدات المستخدمة عملية جرد الغابات: جهاز نظام التموضع العالمي (GPS) ومقدر مسافات ليزري للموضعة متصل بحاسوب متين ميداني.

هو عملية قياس عينة من الأشجار الحرجية يُستخدم لتقدير كمية أخشاب الأشجار الحرجية المحتواة في الغابة. تُجمع هذه العينات في مواقع للعينات تُسمى قطع أرض أو الأرباع أو الشرائط. كل منطقة من مناطق العينات ناتجة عن رصد واحد من أصل سلسلة من عمليات الرصد وتسمى بالعينة. توضع مناطق العينات هذه عموماً بطريقة عشوائية نوعاً ما عادةً من خلال تقنية رسم خط المسح. تُجمع البيانات اعتماداً على حجم القطعة وعدد قطع الأرض التي تم قياسها وتُعالج للحصول على مستويات مختلفة من الوثوقية للتقدير الناتج كي يمكن تطبيقه على أشجار الخشب بكاملها.
يمكن أن يُستخدم هذا التقدير لحالات الأشجار الحرجية وتكوين الأنواع والحجم وسمات نظام الغابات الأخرى لأغراض متنوعة. على سبيل المثال يُعتبر بيع أخشاب الأشجار في كولومبيا البريطانية مشروع عمل تجاري ويجب أن يعرف كل من المشتري ووزارة الغابات والمراعي (البائع) كمية ونوعية الأخشاب التي تُباع. يتضمن مسير الغابة عمليات قياس وتقدير لحجم الأخشاب حسب نوع منتجات الغابات (وأحياناً الصنف) وعيوب حطب الأشجار وأطواله وفيما إذا كان يتم إجراء التقديرات في الحقل أو باستخدام برامج الكمبيوتر.

## اختيار قطعة الأرض
قطع الأرض هي عينات من الغابة يتم جردها وبالتالي يتم اختيارها وفقاً لما يتم البحث عنه:
- الاختيار البسيط العشوائي: يُستخدم مولّد الأرقام العشوائية للكمبيوتر أو الآلة الحاسبة لاختيار قطع الأرض التي سيتم أخذ العينات منها. تعني عشوائي هنا احتمالية متساوية لكل قطعة أرض من القطع المختارة. لا يعني ذلك أنها مصادفة. يتم تعديله غالباً لتجنب أخذ العينات من الطرق وضمان تغطية المناطق التي لا تؤخذ منها عينات والتخطيط والتنفيذ الفعلي للوصول إلى الأراضي.
- الاختيار المنهجي للعينات: عادة يتم ذلك من خلال نقطة عشوائية إذ توضع شبكة على خريطة للمنطقة المراد أخذ العينات منها. سيكون لهذه الشبكة مناطق محدّدة مسبقاً ليتم اختيار العينات منها. يعني ذلك تخطيط وتنفيذ أكثر فعالية ويستبعد التحيّز البشري الذي يمكن أن يوجد في الاختيار البسيط العشوائي.
- الاختيار المنهجي الطبقي للعينات: أكثر أنواع جرد الغابات الشائعة هو النوع الذي يستخدم تقنية اختيار العينات العشوائية الطبقية. تتضمّن أولاً تجميعها حسب الفئات العمرية أو خصائص التربة أو علوّ المنحدر. ثم يتم اختيار قطع الأرض من كل مجموعة بواسطة تقنية اختيار عينات أخرى. يتطلب ذلك بعض المعرفة بالأرض أولاً والتأكد من أن تشكيل المجموعات تمّ بشكل صحيح. قد يتم فعل ذلك في الغابات لفصل مناطق الزراعة عن الغابات المختلطة مثلاً وتقليل كمية الوقت اللازم لأخذ العينات.
- الاختيار المنهجي العنقودي: عندما يتعذر تشكيل طبقات من أجل أخذ العينات الطبقية، قد تكون هناك بعض المعرفة حول الغابات إذ يمكن القول إنه من الممكن تشكيل المجموعات الصغيرة. تشكّل هذه المجموعات الصغيرة من قطع الأراضي إذا كانت قريبة من بعضها ما يسمى بالعنقود. تؤخذ العينات عشوائياً من هذه العناقيد باعتبار أنها تمثل المزيج الحقيقي للغابات. بما أنها قريبة من بعضها سيكون هناك احتياج أقل للمشي وبذلك تكون أكثر فعالية.

## أنواع عيّنات الأراضي
يجد المحرّج في قطعة الأرض الدائرية ذات نصف القطر الثابت مركز الدائرة ويقوم بأخذ مقاييس كل الأشجار التي تبعد مسافة معينة ثابتة عن المركز. تؤخذ مقاييس العينات لتكون جزء من الأشجار الحرجية. ذلك يعني أن الأرقام كلها تناسبية مع القيم الحقيقية للأشجار الحرجية ومن خلال ضربها بالقيمة المتوافقة الصحيحة تستطيع الحصول على القيم الحقيقية للمنطقة. يتم اختيار قطع الأرض هذه بشكل عشوائي ليكون لكل موقع أخذ عينات احتمالية متساوية ليكون في العينة العشوائية. تُستخدم غالباً قطع الأرض الدائرية لأنها تتطلب فقط قياس نصف القطر. يتم عادةً استخدام قطع أرض بمساحة عشر فدانات(قطر 37.2 قدم).
تعتمد قطع الأرض ذات الحجم المتغير أكثر على حجم الأشجار. يتم قياس قطعة الأرض على سلسلة من النقاط وتدوّن الأشجار ليتم تحديد إذا ما كانت في الداخل أو الخارج اعتماداً على حجمها وموقعها الملائم لمركز قطعة الأرض. يستخدم عادةً إسفين الموشور ومعايرة الزوايا وتوناغميتر وجهاز ريلسكوب لجمع المعلومات لهذا النوع من قطع الأرض. يسمح ذلك بتقدير سريع جداً للحجوم والأنواع في قطعة أرض معينة.
المقاطع العرضية هي خطوط تُحدّد بشكل اعتباطي (لمنع أخذ العينات المُنحاز) من خلال أشجار حرجية توضع بشكل خطي في عينة قطعة الأرض. يُشار إليها أحياناً «الخطوط المصطفة».

## وصلات خارجية
- ويكي جرد الغابات نسخة محفوظة 17 فبراير 2013 at Archive.is (بالإنجليزية)